# IT-Controlling
IT-Controlling ist ein Fachgebiet des Controlling und gilt als Instrument zur Entscheidungsvorbereitung im Rahmen der Nutzung von IT-Ressourcen. Es befasst sich mit der Beschaffung, Aufbereitung und Analyse von Daten und der Planung, Steuerung, Zielausrichtung der IT-Organisation in Unternehmen. Oft wird im selben Zusammenhang auch von IV-Controlling (Informationsverarbeitung), INF-Controlling (Informatik-Controlling) oder IS-Controlling (Informationssysteme) gesprochen. Die Implementierung einer eigens für die IT ausgerichteten Controllingfunktion trägt der immer größer werdenden Bedeutung der IT bei der Erreichung von Wettbewerbsvorteilen Rechnung.
Die Anpassung der Geschäftsprozesse an die Markterfordernisse und die Erschließung neuer Geschäftsfelder führen zu steigenden Anforderungen an die IT. Diesen Ansprüchen steht ein zunehmender Rechtfertigungs- und Kostendruck gegenüber. Die IT kann diesen Herausforderungen nur dann gerecht werden, wenn sie durch bedarfsgerechte Prozessunterstützung und modernes Informationsmanagement nachweislich zur Erreichung der strategischen Unternehmensziele beiträgt. Aus einem Nebeneinander von IT-Bereich und Prozessverantwortlichen in den Fachabteilungen muss ein partnerschaftliches Miteinander werden, welches die möglichst effektive Allokation der IT-Ressourcen gewährleistet. Das IT-Controlling bietet hierzu das betriebswirtschaftliche Konzept und die Werkzeuge, die für das Management einer professionellen IT-Organisation notwendig sind. IT-Controlling und IT-Governance sind ergänzende, zum Teil überlappende Konzepte. IT-Governance betont stärker die Vernetzung der IT mit der Unternehmensstrategie während das IT-Controlling Methoden und Werkzeuge für die Steuerung der notwendigen strategischen und operativen Controlling-Prozesse in der IT bereitstellt.

## Umfang IT-Controlling
Ein umfassendes IT-Controlling deckt die Bereiche
- Portfoliomanagement
- Projektcontrolling sowie
- Produkt- und Infrastrukturcontrolling

ab. Dabei übernimmt das Portfoliomanagement die Aufgabe des kontinuierlichen strategischen Abstimmungsprozesses, der sicherstellt, dass in die richtigen IT-Vorhaben investiert wird. Des Weiteren muss ein entsprechendes Projektcontrolling bzw. Multiprojektcontrolling initiiert werden, um die bei einer professionellen IT-Organisation zahlreich anfallenden Projekte erfolgreich durchführen und steuern zu können. Die klassischen Methoden des Investitions- und Projektmanagements leisten hierzu wertvolle Unterstützung. Schließlich müssen die von der IT angebotenen Produkte und Dienstleistungen richtig kalkuliert und an die „Kunden“ verursachungsgerecht verrechnet werden. Diese Aufgabe übernimmt das Produkt- und Infrastrukturcontrolling u. a. durch die IT-spezifisch ausgeprägte Kosten- und Ergebnisrechnung.

## Einführung
Die IT als „Unternehmen im Unternehmen“ zu betrachten und durch entsprechende Ziele und der Ausrichtung an der Unternehmensstrategie zu steuern ist die Grundlage des IT-Controllings. Die IT wird dabei mit einem klassischen produzierenden Industriebetrieb verglichen, mit den daraus resultierenden Anforderungen einer kunden- und serviceorientierten IT-Organisation, sowie marktgerechten IT-Produkten und Preisen.
Um diese Anforderungen erfüllen zu können, muss die IT klassischen Managementaufgaben nachkommen, wie z. B. dem Festlegen eines Produktkataloges, dem Kalkulieren der Produktpreise aufgrund detaillierter Informationen über die Produktionsprozesse und die damit verbundenen Herstellkosten, nachfrageorientierter Budgetplanung, Kundenmanagement, Qualitätsmanagement usw. Die Entscheidungen über technologische Innovationen müssen weniger technologiegetrieben, als vielmehr geschäftsgetrieben sein, wofür eine intensivierte Abstimmung der IT mit den einzelnen Unternehmensbereichen notwendig ist.
Im Allgemeinen sind zur Einführung des IT-Controllings folgende Schritte zu vollführen:
- Einbeziehung der IT in den strategischen Entwicklungs- und Planungsprozess
- Kundenorientierte Ausrichtung der IT-Prozesse
- Definition eines bedarfsgerechten, standardisierten IT-Produktportfolios
- Erstellung der Controlling-Instrumente zum Planen, Messen und Steuern der IT

## Aufgaben und Funktionen
In vielen Unternehmen sind die IT-Kosten intransparent, und die Verteilung dieses Gemeinkostenblocks auf die Leistungsempfänger wird über Umlagen mit oft nur groben Schlüsseln erreicht. Diese Situation ist sowohl für die IT als Dienstleister als auch für die Unternehmensbereiche als IT-Kunden unbefriedigend, können doch so weder die IT-Kostentreiber auf der Geschäftsseite enttarnt noch der Nutzen der IT-Leistungen für die Abnehmer ersichtlich werden.
Abhilfe schafft hier das IT-Controlling als Teil des Unternehmenscontrollings, das auf operativer Ebene die Kosten überwacht und die strategische Ausrichtung der IT nach den Unternehmenszielen steuert. Somit sind folgende Methoden zu unterscheiden:
- Strategische Methoden: Unterstützen das IT-Management bei der Formulierung, Umsetzung und Überwachung der IT-Strategie. Die IT-Strategie basiert i. d. R. auf IT-Standards. Die Mitwirkung im IT-Portfolioausschuss für strategisch wichtige IT-Projekte (durch das IT-Controlling) sichert die zielorientierte Auswahl relevanter Projekte.
- Operative Methoden: Dazu gehören die IT-Kosten- und Leistungsrechnung, das Geschäftspartnermanagement, das Reporting auf Basis von IT-Kennzahlen und das IT-Projektcontrolling (auf Basis der Earned-Value-Analyse).

IT-Controller müssen also strategische Fragen beantworten und operative Antworten liefern. In typischen Stellenanzeigen werden Tätigkeiten wie: Aufstellung und Abstimmung des IT-Budgets, Bewertung von Kosten und Risiken die durch IT-Projekte und IT-Systeme entstehen, Ermittlung des Wertbeitrages der IT und Unternehmenserfolg genannt.
In vielen großen Unternehmen ist die Bedeutung von sog. IT-Kostencontrolling-Tools gewachsen, um IT-Kosten verursachergerecht zu verrechnen und somit Transparenz über IT-Kosten zu gewährleisten.
Die richtigen IT-Vorhaben genehmigen:
Wie in allen Unternehmensbereichen gilt es auch in der IT die begrenzten Ressourcen Mitarbeiter und Budget auf die für den Erfolg des Unternehmens wichtigsten Projekte zu verteilen. Dabei geht es nicht ausschließlich um reine IT-Projekte, vielmehr sind auch diejenigen Projekte aus den Fachbereichen zu berücksichtigen, welche entsprechende Auswirkungen auf die IT haben. Das Priorisieren derjenigen Projekte, die in der Planungsperiode zu berücksichtigen sind, muss dementsprechend in enger Zusammenarbeit mit den Leitern der Fachbereiche geschehen.
IT-Projekte zum Erfolg steuern:
Jedes einzelne Projekt wird im Projekt-Controlling laufend verfolgt. Dadurch können Warnsignale rechtzeitig wahrgenommen und die Chancen auf eine termin- und budgetgerechte Fertigstellung gesichert werden – was letztlich für den Investitionserfolg ausschlaggebend ist. Die Berechnung des betriebswirtschaftlichen Nutzens einer IT-Investition erfolgt üblicherweise nach der Kapitalwert-Methode. Treten im Projektablauf Verzögerungen auf, werden möglicherweise Cash-Rückflüsse aus den Projekten später realisiert. Diese zeitliche Verschiebung führt zu einer stärkeren Diskontierung der erwarteten, positiven monetären Wirkungen bzw. zu einer Verringerung des Barwerts in der entsprechenden Betrachtungsperiode aus der Investitionsrechnung. Der Vorteil einer Investition unter Kosten-Nutzen-Aspekten kann somit also schrumpfen, sodass bei größeren Änderungen im Projektablauf durchaus eine Neubewertung angebracht ist, die unter Umständen zu einer Rückstufung des Projektes führen kann.
IT-Produkte richtig definieren und kalkulieren:
Dabei geht es darum, den Herstellprozess der IT-Produkte, der üblicherweise nach einem IT-Referenzmodell (z. B. ITIL, COBIT) organisiert ist, aus betriebswirtschaftlicher Sicht nachzubilden, um zu einer kaufmännischen Erzeugniskalkulation zu gelangen. Bei Bedarf kann diese durch eine Verkaufspreiskalkulation, mehrstufige Deckungsbeitragsrechnung und Ergebnisrechnung ergänzt werden. Letztere lässt sich auch multidimensional ausführen, um dem Management der IT-Organisation alle Aspekte ihres Produktportfolios – beispielsweise die Sicht nach Kundengruppen oder Technologien – aufzuzeigen. Dies ist vor allem für einen eigenständigen, auf dem freien Markt tätigen IT-Dienstleister wichtig.
Zunächst sind verkaufbare Produkte mit konkretem Nutzen für die Fachbereiche einschließlich Qualitätsmerkmalen (Service Levels) zu definieren. Anhand der Bedarfsplanungen der Fachbereiche wird der Bedarf an IT-Ressourcen für die Herstellung
abgeschätzt. Die Preise für die IT-Produkte entstehen am Ende durch eine kaufmännische Erzeugniskalkulation, nötigenfalls in einem iterativen Verfahren.
Die transparenten Preise der IT-Produkte und die verursachergerechte Abrechnung bewirken ein stärkeres Kostenbewusstsein in den Fachbereichen. Gleichzeitig sind Unternehmen in der Lage, mit der internen IT-Leistungsverrechnung und dem an Bedarfsmengen orientierten Planungsprozess die IT-Kapazitäten anzupassen und so die Kosten nachhaltig zu senken.
Darüber hinaus liefert die interne IT-Leistungsverrechnung exakte Steuerungsinformationen über die Marktleistungen des Unternehmens, denn die IT-Kosten lassen sich direkt den verschiedenen Produkten zuordnen. Auf diese Weise können auch die Deckungsbeiträge genauer ermittelt werden, um beispielsweise fundierte Sortimentsentscheidungen zu treffen. Dies ist ein erheblicher Fortschritt gegenüber den undifferenzierten und oft ungerechten Gemeinkostenumlagen.

## Ziele und Nutzen
Das Unternehmen erhält Planungs-, Bewertungs- und Führungsinstrumente zur
- Abstimmung der IT-Leistungen mit den Bedarfsträgern
- Verbesserung der Wettbewerbsstärke des IT-Leistungsangebots hinsichtlich Wirtschaftlichkeit, Effizienz, Qualität und Zuverlässigkeit
- Steuerung der IT-Leistungsprozesse
- Anpassung des IT-Leistungsangebots an die Dynamik der Geschäftsprozesse durch technische und organisatorische Innovationen.

## Werkzeuge für das IT-Controlling
Unternehmen stehen folgende Branchentools bereit:
- Serviceware Financial (ehem. annafee)[2]
- Apptio[3]
- Bee360 (ehem. Bee4IT)[4]
- itpilot[5]